# عطر

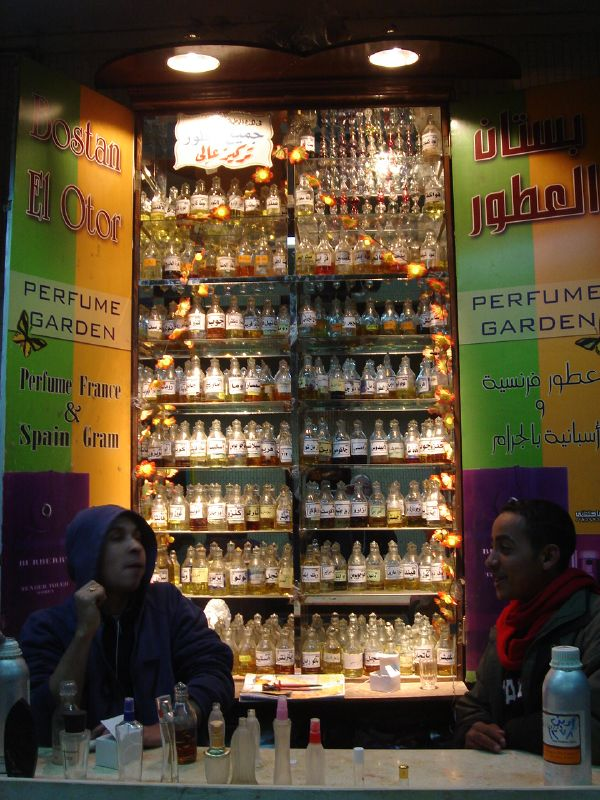
محل عطور بأحد محطات مترو القاهرة.

العطر    مستحضر يصنع من مواد طبيعية أو اصطناعية أو من مزيج يتألف من كليهما. ويقوم العطار بمزج هذه المواد بعضها ببعض لينتج العبير الفواح.
يستخدم الناس العطور بطرق كثيرة ليكسبوا أنفسهم والجو المحيط بهم روائح زكية، فمن الناس من يستخدم عطورًا دُهنية أو سائلة لتبقى متعلقة بملابسهم وأجسامهم فترة طويلة. هو خليط من الزيوت العطرية العطرية أو المركبات العطرية (العطور)، والمثبتات والمذيبات، عادة في شكل سائل، يستخدم لإعطاء الجسم البشري والحيوانات والغذاء والأشياء وأماكن المعيشة رائحة مقبولة. كما تستخدم النساء أصباغ الشفاه، ومستحضرات التجميل الأخرى المعطرة للوجه والجسد. ولعل أكبر قدر يستعمل من العطر هو ذلك القدر الذي يستخدم في الصابون وبخاصة صابون الاستحمام. كما تضاف بعض الخامات الصناعية، المعطِّرة، الزهيدة الأسعار لبعض المنتجات بحيث تُخفي روائحها غير المقبولة، حتى يقبل عليها المستهلكون. وكثيرًا ما تُعالج المنتجات الورقية والبلاستيكية والمطاطية بهذه الخامات الصناعية العطرة، كما تشتهر فرنسا كأكبر بلد مصنّع للعطور ومنها لوكسيتان.وقد يعتبر البعض تغير لون العطور إلى اللون الداكن علامة على فساد العطر ولكن العلامة الفارقة التبين من فساد العطور هي تغير الرائحة إلى رائحة كريهة غير طيبة تشبه في بعض الأحيان رائحة البيض الفاسد أو السمك الفاسد وقد تستمر صلاحية العطور إلى مائة عام في حال توافر الظروف الملائمة للحفاظ على العطر.

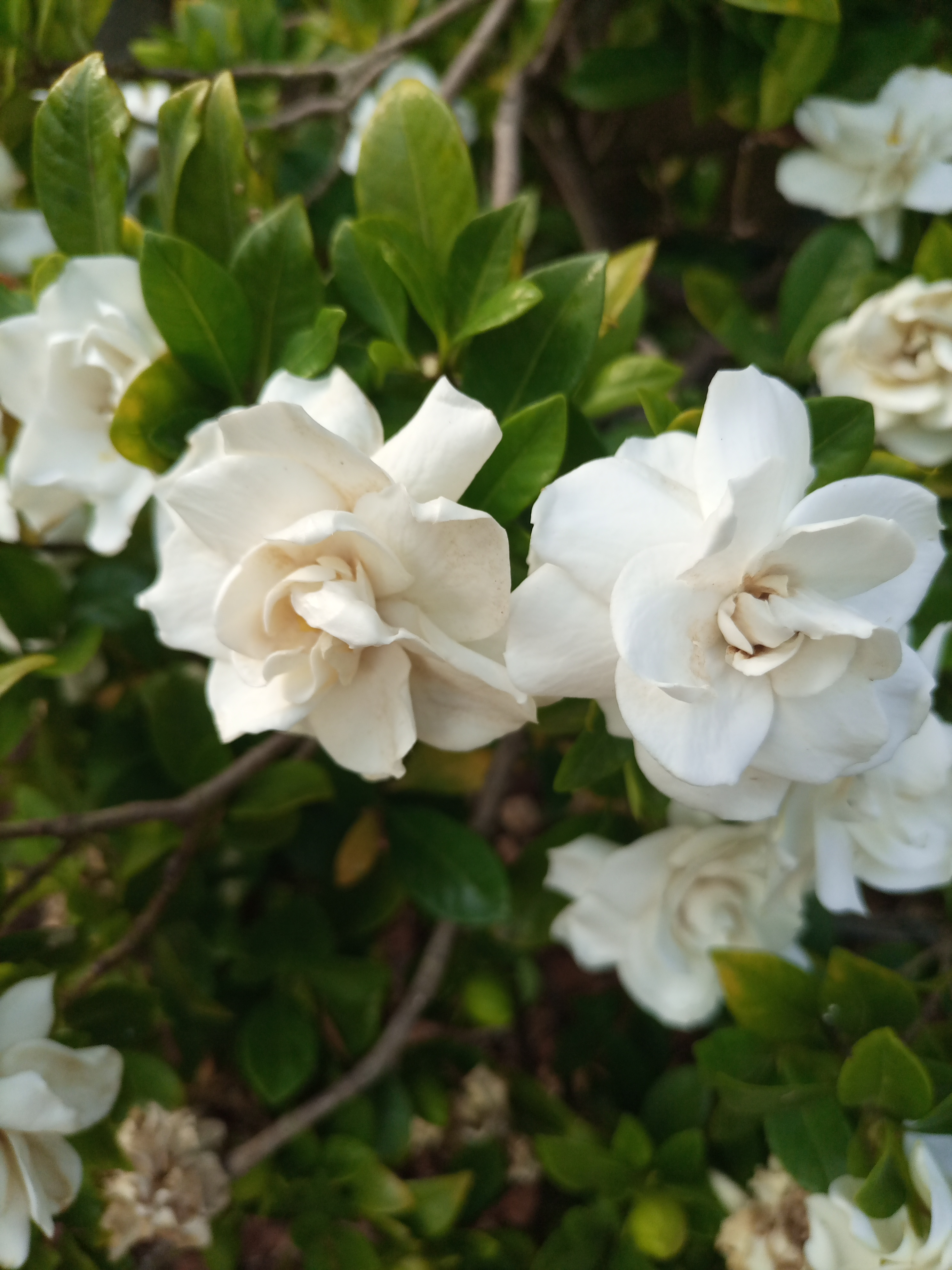
ورود الغاردينيا التي تستخدم في استخراج الروائح المستعملة في صناعة العطور

في عام 1945 صرح ليوبولد روزيكا الحائز على جائزة نوبل في الكيمياء عام 1939 أنه "منذ الأيام الأولى للكيمياء العلمية وحتى الوقت الحاضر، ساهمت العطور بشكل كبير في تطوير الكيمياء العضوية فيما يتعلق بالطرق والتصنيف المنهجي والنظرية".
تظهر النصوص القديمة والحفريات الأثرية استخدام العطور في بعض الحضارات الإنسانية المبكرة. بدأت صناعة العطور الحديثة في أواخر القرن التاسع عشر من خلال التوليف التجاري للمركبات العطرية مثل الفانيلين أو الكومارين، مما سمح بتكوين عطور ذات روائح لم يكن من الممكن الحصول عليها سابقًا من المواد العطرية الطبيعية فقط.

## تاريخ صناعة العطور

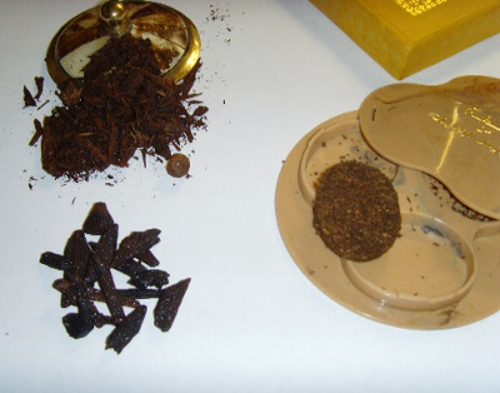
بخور العود المعطر

تعتبر الأزهار مثل الياسمين والبنفسج وزهر الليمون والورد وغيرها، من المصادر المهمة لاستخراج العطور. ولكن جوهر العطر يستخرج من مصادر أخرى غير الأزهار، كالخشب ولا سيما خشب الأرز وخشب الصندل، ومن الأوراق مثل النعناع والغرنوقي والخزامى، ومن جذور معينة مثل الزنجبيل والسوسن.
إن أقدم طريقة لصناعة العطور تكمن في استقطار تيجان الأزهار مع الماء، وتكون عبر وضع رقائق من الزجاج في إطارات خشبية حيث تغلف بدهن نقي وتغطى بتيجان الأزهار وتكدس الواحدة فوق الأخرى. ويجري تبديل التيجان بين حين وآخر إلى أن يمتص الدهن النقي الكمية المطلوبة من العطر.
أما الأسلوب الحديث فإنه يستخدم مذيباً نقياً يتم استخراجه من النفط. ثم يدور هذا المذيب على تيجان الأزهار النضرة إلى أن يصبح مركزاً بالعطر، ويتم فصل المذيب بواسطة عملية التقطير. ويُنقى العطر بالكحول.
ويمكن حالياً تركيب العطور من مواد كيميائية بحيث تبدو وكأنها روائح طبيعية.

## تصنيف التركيز
بناء على تركيز الزيوت العطرية يتم تقسيم العطور إلى التصنيفات التالية:
- Perfume extract deparfam Extrait: التركيز 25-50% (غالبا 25%)
- Eau de Parfum EdP, Parfum de Toilette PdT: التركيز 10-24% (غالبا ~15%) يسمى أحيانا بـ "eau de perfume" أو "millésime".
- Eau de Toilette EdT: التركيز 5-15% (غالبا ~10%)
- Eau de Cologne EdC: تركيز 3-8% (غالبا ~5%)
- المرطب (Splash) وعطر ما بعد الحلاقة (After shave): التركيز 1-3%

يعتمد طول فترة بقاء رائحة العطر بناء على التركيز؛ فالعطر ذو التركيز المرتفع تبقى رائحته لفترة طويلة، والعطور ذات التركيز المنخفض تبقى لفترات أقصر.

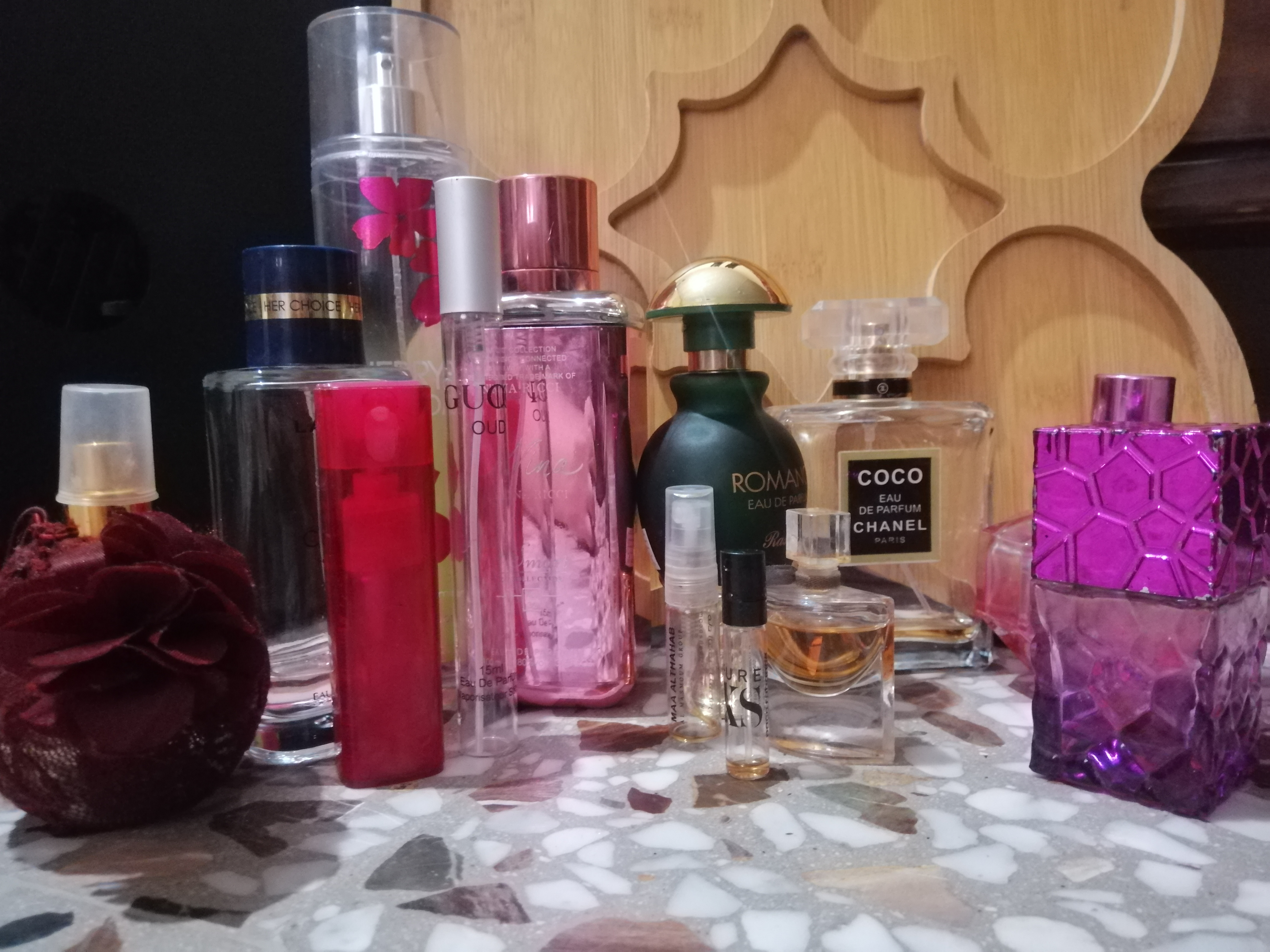
عطور منوعة للاستخدام الشخصي

## وصف العطر
تبقى التركيبة الدقيقة للعطور التجارية سرية. وحتى لو تم نشرها على نطاق واسع، فسوف تهيمن عليها هذه المكونات والروائح المعقدة بحيث لن تكون ذات فائدة تذكر في توفير دليل للمستهلك العام في وصف تجربة الرائحة. ومع ذلك، يمكن لخبراء العطور أن يصبحوا ماهرين للغاية في التعرف على مكونات وأصول الروائح بنفس الطريقة التي يستخدمها خبراء النبيذ.
الطريقة الأكثر عملية للبدء في وصف العطر هي وفقًا لعناصر رائحة العطر أو "العائلة" التي ينتمي إليها، وكلها تؤثر على الانطباع العام للعطر منذ أول استخدام وحتى آخر لمسة من الرائحة.
يُطلق على أثر الرائحة الذي يتركه الشخص الذي يرتدي العطر اسم "انتشاره"، نسبة إلى الكلمة الفرنسية التي تعني "استيقظ"، كما هو الحال في الأثر الذي يتركه القارب في الماء.